# جون ليندغرين
جون ليندغرين (بالإنجليزية: Jon Lindgren)‏ هو سياسي أمريكي، ولد في 1939 في الولايات المتحدة. حزبياً، نشط في الحزب الديمقراطي. وقد انتخب List of mayors of Fargo, North Dakota ‏.